# Xarxa Nacional de Sitges i Graners

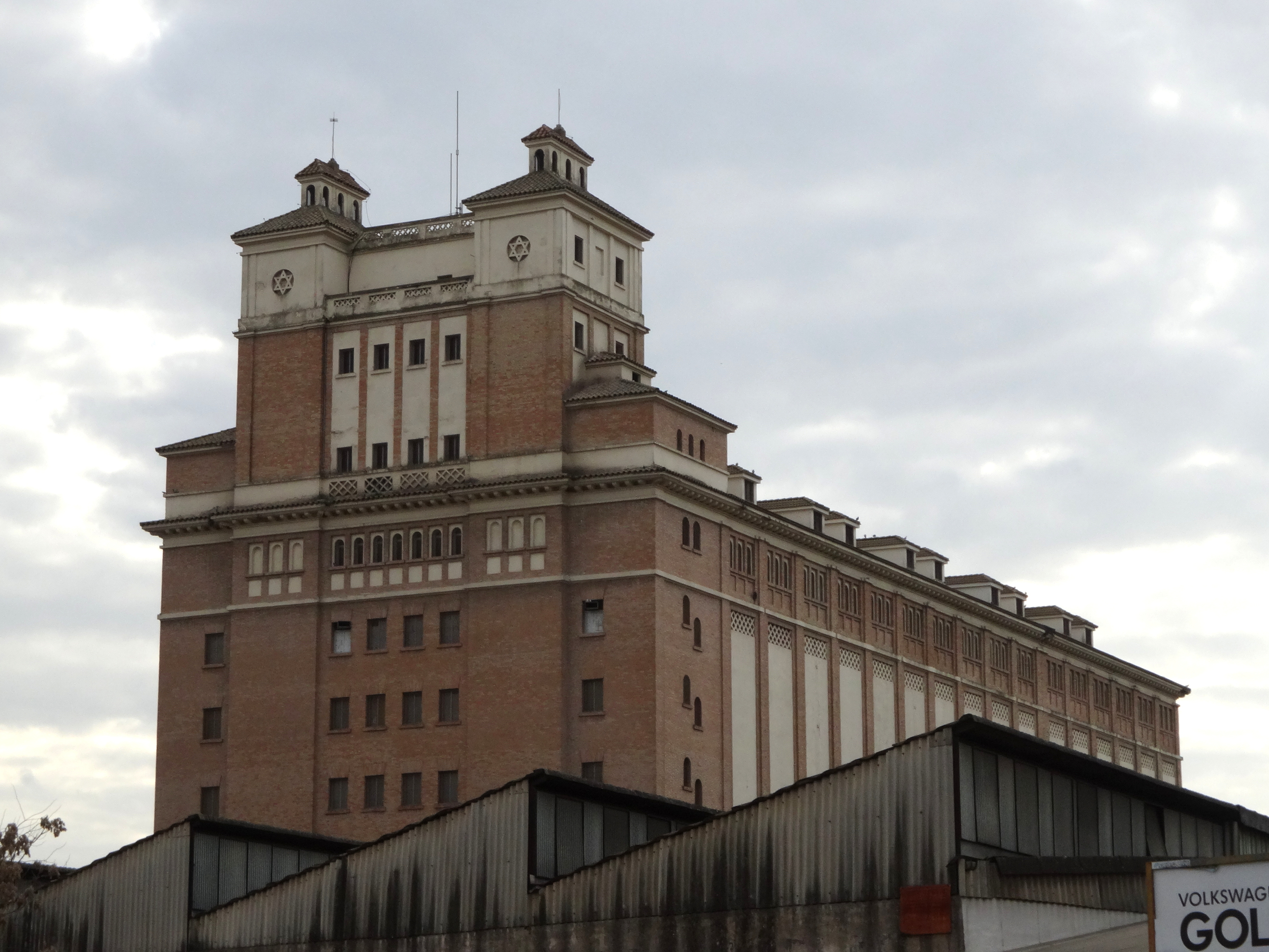
Sitja de Còrdova (1951)

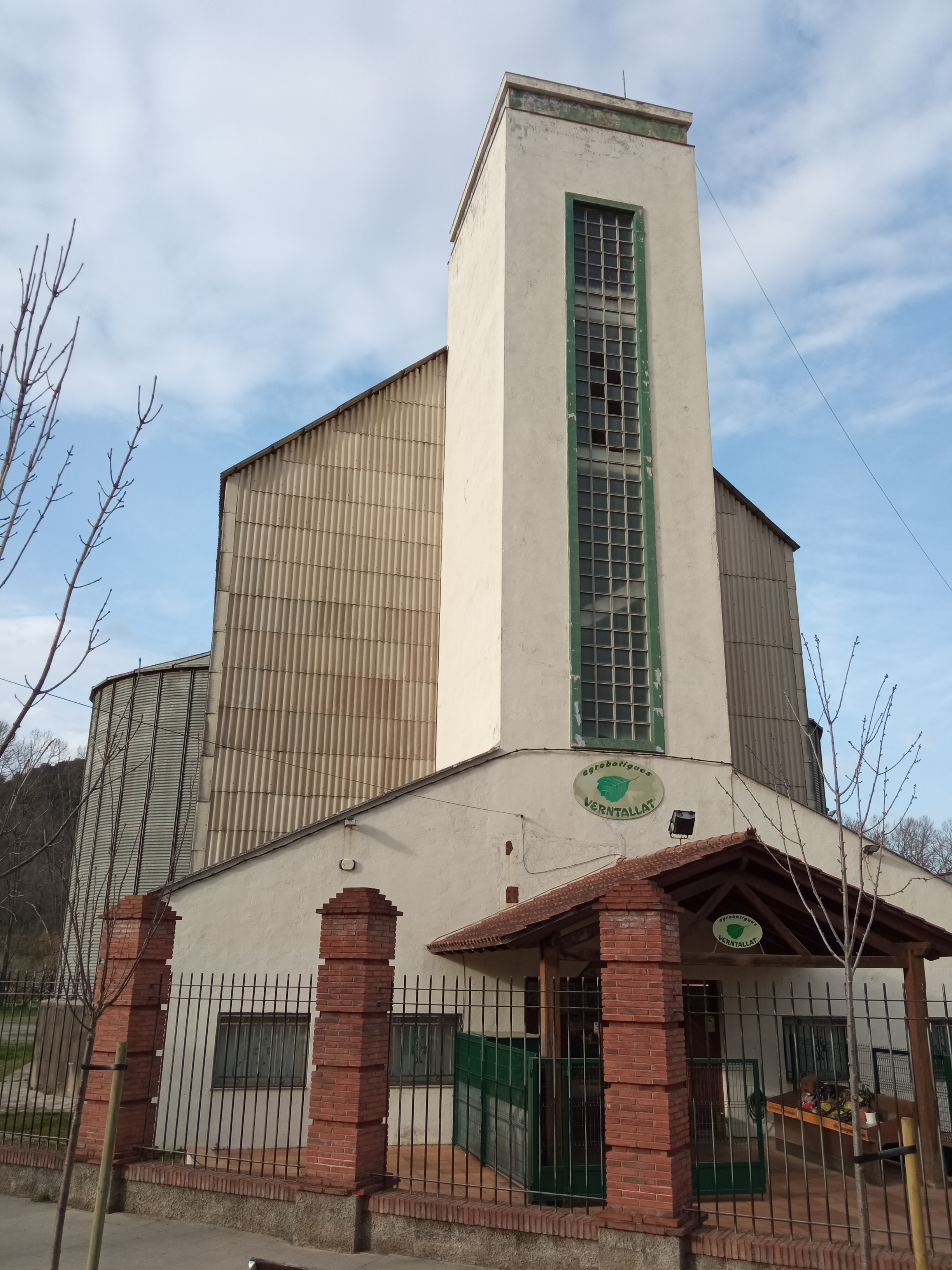
Sitja d'Olot

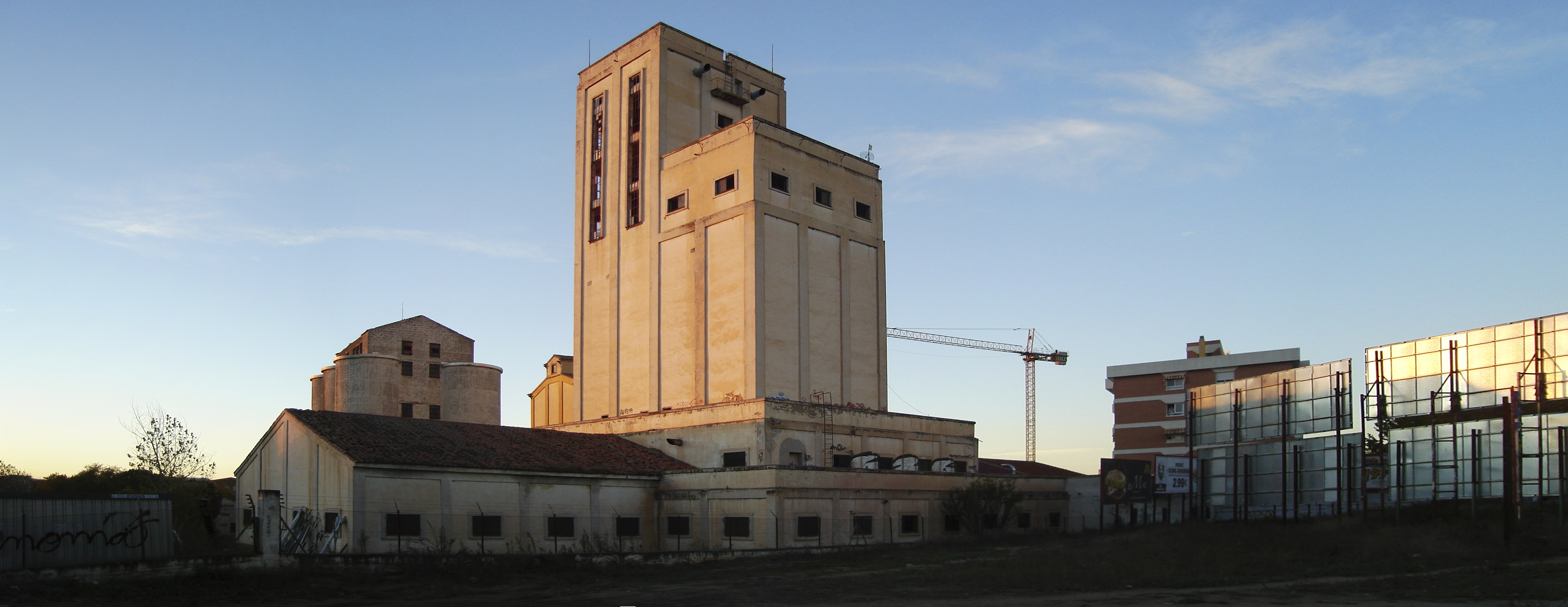
Sitges a Ciudad Real

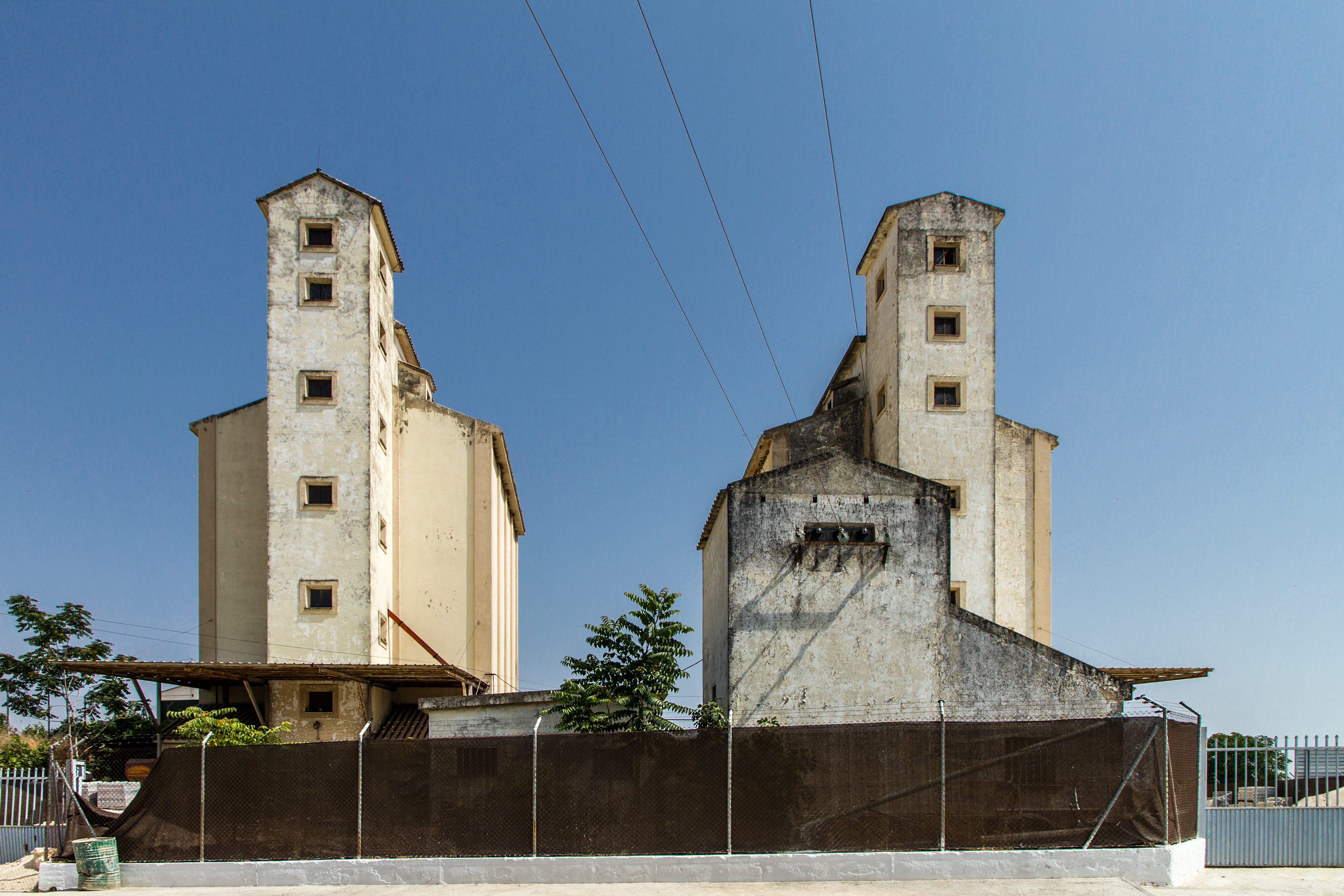
Sitges a Porcuna

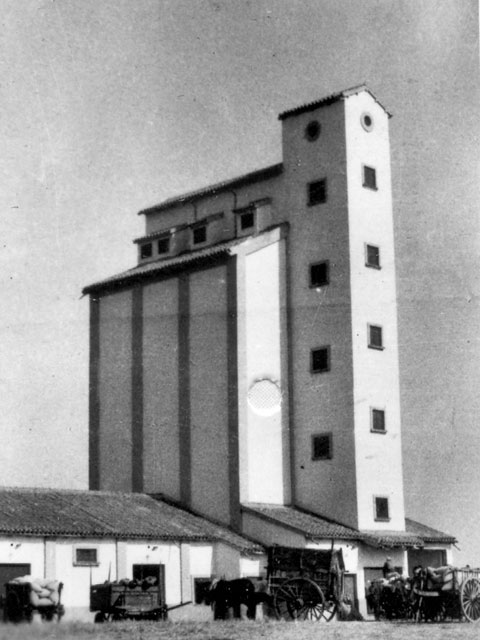
Sitja a Alaejos

La Xarxa Nacional de Sitges i Graners, o simplement Xarxa Nacional de Sitges, va ser un projecte desenvolupat durant la dictadura franquista de construcció de sitges i graners en la geografia espanyola.

## Descripció
Va ser un projecte impulsat originalment pel Servei Nacional del Blat per dotar a les zones agrícoles espanyoles d'una sèrie de magatzems de cereal. Va ser implantat durant la postguerra, en l'etapa autàrquica de la dictadura franquista.
Tot i que el debat entorn de la creació d’una “Red Nacional de Silos y Graneros” sorgeix durant la República, no serà fins al 1944 quan s’elabori un Pla General de Sitges i Graners, amb una proposta inicial de 437 sitges i 631 graners distribuïts per tot l'estat espanyol. Els objectius primaris de la Xarxa Nacional de Sitges eren els de possibilitar la compra de tota la collita de blat als pagesos, conservar una gran reserva per garantir el consum, permetre la recepció als ports del blat d’importació i d’una eventual exportació, així com fer una bona manipulació del gra i una encertada selecció i tractament de llavors.
Entre els anys 1945 i 1986 es van construir 663 sitges i 275 graners amb una capacitat total de 2.684.947 tones. Cal tenir present que fins al mes de maig de 1984 el sector del blat funcionava en règim de monopoli estatal, i els altres cereals es trobaven sotmesos igualment a preus d’intervenció que garantien la seva compra per l’Estat a aquest nivell. La finalització del règim de monopoli i la posterior incorporació d’Espanya a la Unió Europea l’any 1986, va suposar una significativa reducció dels índexs d’utilització de les diferents unitats d’emmagatzematge. Des d’aleshores la xarxa bàsica d’emmagatzematge es va anar ajustant als successius convenis d’encàrrec de gestió amb les diferents comunitats autònomes.
Gestat durant la dècada de 1940, la primera inauguració oficial no va ser fins al 1951, amb la sitja de Còrdova. En el disseny dels edificis van intervenir enginyers agrònoms i arquitectes. La xarxa va entrar en decadència amb l'ingrés d'Espanya en la Comunitat Econòmica Europea a la dècada de 1980 i la necessària adequació a les polítiques agràries comunes.
A la Itàlia feixista de Mussolini va existir un projecte similar de sitges de blat, engegat a la dècada de 1930.